# Арсенат кальция
Арсена́т ка́льция (мышьяковоки́слый ка́льций, химическая формула — Ca3(AsO4)2) — неорганическая кальциевая соль мышьяковой кислоты.
При стандартных условиях, арсенат кальция — это бесцветные кристаллы, не растворимые в воде. Образует кристаллогидраты.

## Нахождение в природе
В природе, арсенат кальция встречается в виде двух минералов: рауенталит — Ca3(AsO4)2 • 10H2O  и фонуксит — Ca3(AsO4)2 • 11H2O .

## Физические свойства
Арсенат кальция образует бесцветные кристаллы
тригональной сингонии,
пространственная группа R 3c,
параметры ячейки a = 1,405 нм, α = 45,05°, Z = 7
(в гексагональной установке
a = 1,077 нм, c = 3,781 нм, Z = 21) .
Не растворяется в воде.
Образует кристаллогидраты состава Ca3(AsO4)2 • n H2O, где n = ¼, 2/3, 2, 2¼, 3, 3 2/3, 4¼, 10, 11 и 14.

## Получение
- Взаимодействие растворов гидроксида кальция и мышьяковой кислоты:

{\displaystyle {\mathsf {3Ca(OH)_{2}+2H_{3}AsO_{4}\ {\xrightarrow {50^{o}C}}\ Ca_{3}(AsO_{4})_{2}\downarrow +6H_{2}O}}}

## Применение
Ранее, использовался как гербицид и инсектицид, однако в данное время запрещён в большинстве стран.